# The Pallbearer
The Pallbearer é um filme de comédia romântica americano dirigido por Matt Reeves e lançado em 1996.